# Punta Agradable
Punta Agradable (spanisch, in Chile Punta Chaura) ist eine Landspitze an der Graham-Küste des Grahamlands auf der Antarktischen Halbinsel. Sie liegt am nördlichen Ende der Barison-Halbinsel zwischen der Beascochea- und der Leroux-Bucht. Sie ragt in den Grandidier-Kanal hinein.
Argentinische Wissenschaftler benannten sie nach der Korvette Agradable, die zum Geschwader des argentinischen Admirals Guillermo Brown (1777–1857) gehörte. Chilenische Wissenschaftler benannten sie dagegen nach Pedro Chaura, Besatzungsmitglied der Yelcho bei der 1916 durchgeführten Rettung der auf Elephant Island gestrandeten Teilnehmer der Endurance-Expedition (1914–1917) des britischen Polarforschers Ernest Shackleton.